# 這不是斯巴達
《這不是斯巴達》（英語：Meet the Spartans）是2008年惡搞《300壯士：斯巴達的逆襲》的電影，由傑森·佛雷和艾倫·賽茲（Aaron Seltzer）聯合執導。性質相似於《驚聲尖笑》、《史詩大帝國》和《正宗約會電影》等嘲諷類型電影，帶起一連串惡搞電影的風潮。故事以《300壯士：斯巴達的逆襲》為主線劇情，加上諷刺惡搞眾多電影、電視秀和名人時事。內容帶有許多性暗示的粗俗用語和一些暴力畫面，因此北美地區評級為PG-13。
電影於2008年1月25日上映，台灣原訂預計4月18日上映，後退出檔期，直接發行DVD。外界普遍抨擊電影製作疲憊無趣，還有涉及嘲諷同性戀的橋段。

## 情節
故事開頭，迪里奧（Dilio）講述著斯巴達的傳統文化，斯巴達的長老會在嬰兒出生後，檢查有無任何缺陷，來決定成為斯巴達人的標準。長老站在懸崖抱著一位嬰兒，長相貌似史瑞克的嬰兒往長老嘔吐後，立即被丟下山谷。接著下一位嬰兒，迪里奧斯繼續述說著，假若是越南嬰兒，布萊德·彼特與安潔莉娜·裘莉就會來領養他。最後，名為列奧尼達（Leonidas）的嬰兒誕生，剛出生就有著六塊肌、二頭肌和濃密的鬍鬚。孩童時期，他接受身為斯巴達人民要通往國王之路，所必經的嚴苛訓練考驗，從與祖母激烈對戰到龐德式的拷問。最終試練，列奧尼達（尚·麥奎爾飾）被逐出到荒野，必須在氣候惡劣的寒冬下生存，挑戰並殺死巨大的快樂腳。
戰勝邪惡的快樂腳，回到斯巴達登上國王之位，此刻列奧尼達對瑪果（Margo，卡門·伊萊克特拉飾）一見鍾情而立即求婚，瑪果也以貞操帶的密碼鎖號碼作為回覆答應。時間流逝，故事緊接著發展，列奧尼達正鍛鍊著他兒子，Captain（凱文·索柏飾）趕來通知波斯密使抵達斯巴達的消息，波斯王薛西斯（Xerxes）即將佔領斯巴達，列奧尼達以「斯巴達式」問候（女人擊掌，男人舌吻）熱烈地迎接波斯密使。由於波斯密使的輕蔑無禮，憤怒的列奧尼達將波斯密使和護衛隊，還有小甜甜布蘭妮（妮可·帕克飾）到辛扎雅·馬拉卡（Sanjaya Malakar）和美國偶像評審群等人，全都踢進「死穴（The Pit of Death）」。列奧尼達走到圓柱旁，按下「廢物處理裝置（Garbage Disposal）」的開關，將踢進洞裡的人沖走。
列奧尼達決定迎戰波斯人，要先得拜訪神諭，並且，要提供各式各樣護膚化妝水來賄賂醜陋的祭司們，而後列奧尼達提出「好色」的策略來擊退數目上勝於斯巴達的波斯軍隊。女神諭（醜女貝蒂）喃喃些字語：「拯救啦啦隊隊長，拯救世界」（Save the cheerleader, save the world）（超異能英雄台詞）與「笨蛋（傻瓜）說什麼」（Douchebag says what），列奧尼達回應「what」（意指列奧尼達對號入座說自己是Douchebag）。接著神諭預言著，若是出戰波斯列奧尼達則必死無疑。那天夜晚，列奧尼達苦惱的睡不著覺（被嘲諷某部位太小和發現瑪果一卡車出軌名單），在出征前他決定和瑪果做愛做的事，就是列奧尼達舉著瑪果做舉重練習（bench press，諧音雙關指bitch press）。列奧尼達來到外頭會面他的戰士集合他的部隊，總共有13名（而非300）出征這場溫泉關戰役，這支軍隊內包含有Captain與他的兒子索尼奧（Sonio）和稍微不符斯巴達人標準的大塊呆迪里奧。13名戰士腳步輕快地跳躍，手拉著手跟隨著列奧尼達來到溫泉關，此時，帶著寵物狗且畸形駝背的芭黎絲·希爾頓（妮可·帕克飾）出現要求加入軍隊，但過於醜惡而被拒絕。一方面瑪果擔心列奧尼達戰敗，她的皇后位子將會不保，於是起身去勸說眾議會出兵。列奧尼達和他的戰士馬上面對薛西斯的使者和不死軍團，兩方人馬展開一場激烈的鬥舞大賽，隨後斯巴達戰士們將波斯軍團全推落懸崖。波斯王薛西斯（肯·大衛提恩飾）獨自前往會面列奧尼達，展開一場「交易大贏家（Deal or No Deal）」企圖賄賂收買他，就算戰士們積極贊同，斯巴達王強烈拒絕這場交易。斯巴達壯士們即將面臨波斯王的第二波攻勢，「Yo Momma」繞舌對戰，這場戰鬥中獲得勝利，但迪里奧喪失了他的雙眼。
斯巴達出征溫泉關戰役獲勝看似勢在必得，但派瑞絲·希爾頓卻暗地報密夾擊斯巴達的近路給波斯王，波斯王承諾會幫他的駝背切除和答應他的各種要求。在眾議會上，皇后瑪果要說服議員們出征支援斯巴達，內奸Traitoro出來挑撥離間，憤怒的瑪果變身為黑蜘蛛和Traitoro沙人開打。波斯王派出CGI軍團，還有惡靈戰警、洛基等人，來迎戰剩下的12名壯士，然而仍是不敵斯巴達壯士。薛西斯找到變形金剛的「火種源」，搭上敞篷車將自己合體變身為密卡登，播放著名的YouTube影片「Leave Britney Alone」來證實自己的神力。最後「薛卡登（Xerxestron）」如列奧尼達的諾言倒下，不過卻不幸倒在他們身上。眼盲的迪里奧提早離開這場最後戰役，回到斯巴達通報列奧尼達的訊息，一年後，迪里奧帶領著100位真實的斯巴達壯士和數千萬個CGI模擬戰士去迎戰波斯帝國，不過瞎眼的戰士帶錯路，把斯巴達戰士們帶到Malibu，最後撞飛剛從戒療所出來的琳賽·蘿涵。
電影最後影片中所有的演員在美國偶像的舞台，接連著唱葛洛莉雅·蓋諾的「I Will Survive」和播放被刪減的片段。

## 演員
| 演員                | 角色                                                   | 電影／電視                                          |
| ------------------- | ------------------------------------------------------ | --------------------------------------------------- |
| 肖恩·馬奎爾         | 列奧尼達（King Leonidas）                              | 300壯士                                             |
| 肯·大衛提恩         | 薛西斯（Xerxes）                                       | 300壯士 / 變形金剛                                  |
| 卡門·伊萊克特拉     | 瑪果皇后（Queen Margo）                                | 300壯士 / 丹尼斯·羅德曼                             |
| 凱文·索柏           | Captain                                                | 300壯士                                             |
| Jareb Dauplaise     | 迪里奧（Dilio）                                        | 300壯士                                             |
| Travis Van Winkle   | 索尼奧（Sonio）                                        | 录取通知书                                          |
| 狄爾里奇·巴德       | Traitoro                                               | 300壯士 / 蜘蛛人3                                   |
| Hunter Clary        | Leo Jr.                                                | 300壯士                                             |
| Phil Morris         | 使者（Messenger）                                      | 300壯士                                             |
| 方法人              | 波斯特使（Persian Emissary）                           | 300壯士                                             |
| Crista Flanagan     | 神諭（Oracle）/ 醜女貝蒂                               | 300壯士 / 醜女貝蒂                                  |
| Ike Barinholtz      | 先知（Prophet） / 龐德反派                             | 300壯士 / 007首部曲：皇家夜總會                     |
| Zachary Dylan Smith | 列奧尼達10歲                                           | 300壯士                                             |
| 妮可·帕克           | 芭黎絲·希爾頓 / 小甜甜布蘭妮 艾倫·狄珍妮 / 寶拉·阿巴杜 | Extra / MADtv / The Ellen DeGeneres Show / 美國偶像 |
| Ryan Fraley         | 傑克·布萊克                                            |                                                     |
| Tiffany Claus       | 安潔莉娜·裘莉                                          |                                                     |
| Nick Steele         | 凱文·費德林                                            | 正宗約會電影                                        |
| Tony Yalda          | 辛扎雅·馬拉卡                                          | 美國偶像                                            |
| Christopher Lett    | 蘭迪·傑克遜                                            | 美國偶像                                            |
| Jesse Lewis IV      | Miss J                                                 | 超級名模生死鬥                                      |
| Jenny Costa         | 泰拉·班克斯                                            | 超級名模生死鬥                                      |
| Belinda Waymouth    | 徐姿                                                   | 超級名模生死鬥                                      |
| Dean Cochran        | 洛基                                                   |                                                     |
| Emily Wilson        | 琳賽·蘿涵                                              |                                                     |
| John Di Domenico    | 傑克·湯普森                                            |                                                     |
| Willie Macc         | Urban Kid #1                                           |                                                     |
| Kenny Yates         | Urban Kid #2                                           |                                                     |
| Tiffany Haddish     | Urban Girl                                             |                                                     |

## 評論
這部電影獲得了巨大的負面評論，批評。在100最壞的審查從2000年至今的電影，爛番茄25日排名電影的評級為2％。

## 外部連結
- 互联网电影数据库（IMDb）上《這不是斯巴達》的资料（英文）
- 爛番茄上《這不是斯巴達》的資料（英文）
- Metacritic上《這不是斯巴達》的資料（英文）
- Box Office Mojo上《這不是斯巴達》的資料（英文）
- AllMovie上《這不是斯巴達》的资料（英文）

| 上一届： 《科洛弗檔案》 | 2008年全美週末票房冠軍 1月27日 | 下一届： 《孟漢娜3D立體演唱會》 |